# 1365
| [ Edytuj tabelę ]                          |                                                               |
| Król Polski                                | - 1333 Kazimierz III Wielki 1370                              |
| Król Albanii                               | - 1364 Filip II 1368                                          |
| Współksiążęta Andory                       | - 1365 Pere de Luna 1370 - 1343 Gaston III 1391               |
| Król Anglii                                | - 1327 Edward III 1377                                        |
| Król Aragonii i Walencji, hrabia Barcelony | - 1336 Piotr IV Aragoński 1387                                |
| Władca Azteków                             | - 1325 Tenoch 1376                                            |
| Elektor Brandenburgii                      | - 1356 Ludwik VI Rzymianin 1365 - 1365 Otto V Leniwy 1373     |
| Książę Bawarii                             | - 1347 Stefan II 1375                                         |
| Książę Burgundii                           | - 1364 Filip II Śmiały 1404                                   |
| Cesarz Bizancjum                           | - 1355 Jan V Paleolog 1376                                    |
| Car Bułgarii                               | - 1331 Iwan Aleksander 1371 - 1356 Iwan Stracimir 1396        |
| Cesarz Chin                                | - 1333 Huizong 1368                                           |
| Król Cypru                                 | - 1359 Piotr I 1369                                           |
| Król Czech                                 | - 1346 Karol IV Luksemburski 1378                             |
| Król Danii                                 | - 1340 Waldemar Atterdag 1376                                 |
| Władca Egiptu                              | - 1363 Al-Aszraf Szaban 1377                                  |
| Cesarz Etiopii                             | - 1344 Nyuaje Krystos 1372                                    |
| Król Francji                               | - 1364 Karol V Mądry 1380                                     |
| Król Gruzji                                | - 1360 Bagrat V Wielki 1393                                   |
| Hrabia Holandii                            | - 1358 Albert 1404                                            |
| Cesarz Japonii                             | - 1339 Go-Murakami 1368                                       |
| Kalif                                      | - 1362 Al-Mutawakkil I 1383                                   |
| Król Kastylii i Leónu                      | - 1350 Piotr I Okrutny 1369                                   |
| Patriarcha Konstantynopola                 | - 1364 Filoteusz Kokkin 1376                                  |
| Władca Korei                               | - 1351 Kongmin 1374                                           |
| Wielki książę litewski                     | - 1345 Olgierd 1377                                           |
| Cesarz Majapahitu                          | - 1350 Hajam Wuruk 1389                                       |
| Sułtan Maroka                              | - 1361 Muhammad III 1366                                      |
| Książę Mediolanu                           | - 1354 Galeazzo II 1378 - 1354 Bernabò 1385                   |
| Wielki książę moskiewski                   | - 1359 Dymitr Doński 1389                                     |
| Król Nawarry                               | - 1349 Karol II Zły 1387                                      |
| Król Norwegii                              | - 1343 Haakon VI Magnusson 1380                               |
| Elektor Palatynatu                         | - 1356 Ruprecht I 1390                                        |
| Papież                                     | - 1362 Urban V 1370                                           |
| Król Portugalii                            | - 1357 Piotr I 1367                                           |
| Cesarz Rzymski (niemiecki)                 | - 1346 Karol IV Luksemburski 1378                             |
| Kapitanowie Regenci San Marino             | - 1365 Gioagnolo di Acaptolo Ugolino di Giovanni Vanioli 1365 |
| Car Serbii                                 | - 1355 Stefan Urosz V Nijaki 1371                             |
| Elektor Saksonii                           | - 1356 Rudolf II Askańczyk 1370                               |
| Król Szkocji                               | - 1329 Dawid II Bruce 1371                                    |
| Król Szwecji                               | - 1364 Albrecht Meklemburski 1389                             |
| Król Tajlandii                             | - 1350 Ramathibodi I 1369                                     |
| Sułtan Turków                              | - 1360 Murad I 1389                                           |
| Doża Wenecji                               | - 1361 Lorenzo Celsi 1365 - 1365 Marco Cornaro 1367           |
| Król Węgier                                | - 1342 Ludwik Andegaweński 1382                               |
| Wielki mistrz zakonu krzyżackiego          | - 1351 Winrich von Kniprode 1382                              |

Rok 1365 / MCCCLXV
stulecia: XIII wiek ~
XIV wiek ~
XV wiek

lata: 1355 «
1360 «
1361 «
1362 «
1363 «
1364 «
1365
» 1366
» 1367
» 1368
» 1369
» 1370
» 1375

## Wydarzenia w Polsce
- W wyniku udanych zabiegów dyplomatycznych Kazimierz Wielki odebrał hołd od przedstawicieli rodu von Osten (Dobrogost, Arnold, Holryk i Bartold) i przyłączył jako lenno Santok i Drezdenko (tzw. Klucz Królestwa Polskiego) oraz osadził w Santoku kasztelana.
- Kazimierz Wielki udał się z wizytą do Malborka, gdzie spotkał się i prowadził rozmowy z wielkim mistrzem krzyżackim Winrychem von Kniprode
- Kunów otrzymał prawa miejskie.
- Nadanie praw miejskich wsi Jasło.

## Wydarzenia na świecie
- 12 marca – został założony Uniwersytet Wiedeński.
- 4 czerwca – cesarz Karol IV Luksemburski koronował się w Arles na króla Burgundii.
- 11 października – zdobycie Aleksandrii przez krzyżowców.

- Początek konfliktu dynastycznego w Kastylii między królem Piotrem Okrutnym a jego bratem Henrykiem Trastemara.
- Turcy osmańscy zdobyli Adrianopol, zmienili nazwę na Edirne oraz przenieśli tu stolicę z Bursy.

## Urodzili się
- Wilhelm II Bawarski, książę Bawarii (zm. 1417)

## Zmarli
- 27 lipca – Rudolf IV Założyciel, książę Austrii (ur. 1339)
- 22 sierpnia – Barnim IV Dobry, książę wołogosko-rugijski (ur. 1319 lub 1320)
- 8 grudnia – Mikołaj II opawski, książę opawski, raciborski i prudnicki z dynastii Przemyślidów (ur. ok. 1288)
- data dzienna nieznana:
  - Tomasz z Sienna, biskup chełmiński (ur. ?)